# Deltan Dallagnol
Deltan Dallagnol (Pato Branco, Paraná, 29 de enero de 1980) es un jurista brasileño, procurador del Ministerio Público Federal de Brasil desde 2003, conocido por coordinar la Operación Lava Jato, que investiga delitos de corrupción.

## Trayectoria

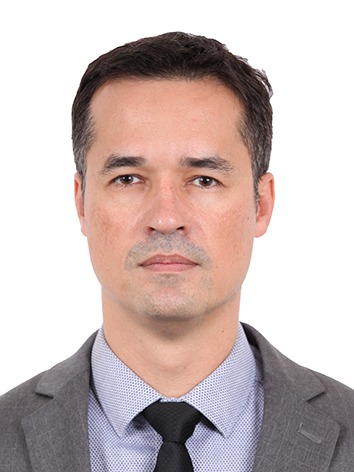
Deltan Dallagnol

A los 22 años ya había terminado sus estudios de derecho en la  Universidad Federal de Paraná y una maestría en la Universidad de Harvard. Su especialidad son los delitos financieros y el lavado de dinero.
A los 25 años pasó a integrar el equipo de fiscales dedicados a la lucha contra la corrupción en Brasil. Tenía 33 años cuando comenzó a investigar la Operación Lava Jato.
En noviembre de 2015, como procurador,  Dallagnol afirmó que la Operación Lava Jato había quebrado todos los récords de devolución de recursos para el país, porque ya habían recuperado 2,4 billones de reales, mientras que, sumando todo el dinero recuperado en todas las causas de corruoción anteriores, sumaban menos 45 millones de reales.

## Premios y reconocimientos
- Premio Global Investigations Review (GIR).[4]
- Premio de la República del Ministerio Público Federal. La Operación Lava Jato recibió el premio especial en la categoría de «Combate a la Corrupción».[5]
- Premio Anticorrupción otorgado por Transparencia Internacional.[6]
- Premio Ajufe a las Buenas prácticas para la eficiencia de la Justicia Federal.[7]